# زوائف
الزوائف (الاسم العلمي: Pseudomonadaceae) هي فصيلة من البكتيريا تتبع رتبة الزوافات من طائفة المتقلبات الغاما.

## الأجناس
- الزائفة